# دستور الأرجنتين 1853
دستور الأرجنتين 1853 هو الدستور الحالي للأرجنتين. تمت الموافقة عليه في عام 1853 من قبل جميع حكومات المقاطعات باستثناء مقاطعة بوينس آيرس، التي ظلت منفصلة عن الاتحاد الأرجنتيني حتى عام 1859. بعد عدة تعديلات على الدستور الأصلي وعودة السلطة إلى حزب التوحيد في بوينس آيرس، تمت المصادقة عليها في مايو. اجتمع عام 1853 من قبل المؤتمر الدستوري في سانتا في، وأصدره المدير المؤقت للحكومة التنفيذية الوطنية غوستو خوسيه دي أوركيزا وهو عضو في الحزب الفيدرالي. بعد الدساتير قصيرة العمر لعامي 1819 و1826، كان هذا هو الدستور الثالث في تاريخ البلاد.
على الرغم من عدد من الإصلاحات ذات الأهمية المتفاوتة، لا يزال دستور عام 1853 أساسًا للنظام القضائي الأرجنتيني الحالي. كانت مستوحاة بشكل كبير من المذاهب القانونية والسياسية للدستور الفيدرالي للولايات المتحدة. فقد أسس على سبيل المثال تقسيمًا جمهوريًا للسلطات، ومستوى عالٍ من الاستقلال للمقاطعات، وسلطة اتحادية تسيطر عليها حكومة تنفيذية قوية، لكنها محدودة من قبل مؤتمر وطني من مجلسين لموازنة تمثيل السكان مع المساواة بين المقاطعات. كما أنها مستمدة من الدساتير السابقة وكذلك الأعمال الرائدة للقاضي البارز خوان بوتيستا ألبيردي.
تم انتقاد النموذج بشكل متكرر من قبل مؤرخي العصر. وصف العديد من العلماء إدخال نظام فيدرالي بأنه غير مجدي وغير مناسب للأرجنتين. اتهم آخرون المقدمة بأنها تأثرت بشكل علني بدستور الولايات المتحدة، بدلاً من النماذج السابقة الموجودة في تاريخ الأرجنتين. وفي الآونة الأخيرة تعرض الدستور لانتقادات لإعطائه قدرًا كبيرًا من السلطة في الرئاسة. ومع ذلك فإن الأهمية التاريخية للمشروع الدستوري لا جدال فيها، وجميع الخلافات المتعلقة بالنظرية السياسية والممارسة السياسية في الأرجنتين الحديثة تتضمن إما إشارة إيجابية أو سلبية حول النتائج السياسية لدستور 1853.
بالنسبة لجيل الثمانينيات المستوطنون في الاتفاقيات الليبرالية الأولى حول التأريخ الأرجنتيني، كان الدستور يمثل فعلًا تأسيسيًا حقيقيًا حطم حكومة خوان مانويل دي روساس الطويلة. أشاد أعضاء جيل الثمانينيات بشكل خاص بحقيقة أن الدستور قد أسس نظامًا سياسيًا ليبراليًا على النمط الأوروبي. ومع ذلك ففي الوقت الذي تمت فيه الموافقة عارضه البعض بشدة. بالنسبة لاتحاد الميول الاشتراكية-الديموقراطية، يمثل الدستور نموذجًا سياسيًا لم يتحقق ضد جيل الحكومة الأوليغارشية في ثمانينيات القرن التاسع عشر، والذي استمر في السلطة من خلال تزوير الانتخابات. في الوقت نفسه بالنسبة للحركات القومية في القرن العشرين التي انتقدت الاتفاقيات الليبرالية وأشادت بشخصية روساس، كان الدستور يمثل نبذًا للهوية الوطنية تجاه خراب الليبرالية. على جبهات مختلفة لا يزال النقاش مفتوحًا وقد ألهم العديد من أهم أعمال الفكر الأرجنتيني.